# قائمة الجوائز والترشيحات التي تلقاها كريستيان بيل
حاز الممثل البريطاني كريستيان بيل علي العديد من الجوائز والترشيحات لأدائه التلفزيوني والسينمائي. تتضمن معظم ترشيحاته: 4 جوائز أوسكار (فاز بواحدة)، 4 جوائز من الأكاديمية البريطانية للأفلام، 12 جائزة اختيار النقاد للأفلام (فاز بست جوائز منها)، 4 جوائز غولدن غلوب (فاز باثنان)، و7 جوائز من نقابة ممثلي الشاشة. تم ترشيح كريستيان بيل أيضًا لجوائز نيني لوبيز للتميز 5 مرات (فاز بثلاثة منها).

## الجوائز الرئيسية

### جوائز الأوسكار
| العام | العمل المُرشح  | الفئة           | النتيجة | مراجع |
| ----- | ------------- | --------------- | ------- | ----- |
| 2011  | المقاتل       | أفضل ممثل مساعد | فوز     | [ 1 ] |
| 2014  | احتيال أمريكي | أفضل ممثل       | رُشِّح     | [ 2 ] |
| 2016  | العجز الكبير  | أفضل ممثل مساعد | رُشِّح     | [ 3 ] |
| 2019  | النائب        | أفضل ممثل       | رُشِّح     | [ 4 ] |

### جوائز الأكاديمية البريطانية للأفلام
| العام | العمل المُرشح  | الفئة                  | النتيجة | مراجع |
| ----- | ------------- | ---------------------- | ------- | ----- |
| 2011  | المقاتل       | أفضل ممثل في دور ثانوي | رُشِّح     | [ 5 ] |
| 2014  | احتيال أمريكي | أفضل ممثل في دور رئيسي | رُشِّح     | [ 6 ] |
| 2016  | العجز الكبير  | أفضل ممثل في دور ثانوي | رُشِّح     | [ 7 ] |
| 2019  | النائب        | أفضل ممثل في دور رئيسي | رُشِّح     | [ 8 ] |

### جوائز الغولدن غلوب
| العام | العمل المُرشح   | الفئة                                     | النتيجة | مراجع  |
| ----- | -------------- | ----------------------------------------- | ------- | ------ |
| 2011  | المقاتل        | جائزة غولدن غلوب لأفضل ممثل مساعد في فيلم | فوز     | [ 9 ]  |
| 2014  | احتيال أمريكي  | أفضل ممثل في فيلم موسيقي أو كوميدي        | رُشِّح     | [ 10 ] |
| 2016  | العجز الكبير   | أفضل ممثل في فيلم موسيقي أو كوميدي        | رُشِّح     | [ 11 ] |
| 2019  | النائب         | أفضل ممثل في فيلم موسيقي أو كوميدي        | فوز     | [ 12 ] |
| 2020  | فورد ضد فيراري | أفضل ممثل في فيلم دراما                   | رُشِّح     | [ 13 ] |

### جوائز نقابة ممثلي الشاشة
| العام | العمل المُرشح   | الفئة                                      | النتيجة | مراجع  |
| ----- | -------------- | ------------------------------------------ | ------- | ------ |
| 2008  | 3:10 إلى يوما  | الأداء المتميز من قِبل طاقم في فيلم سينمائي | رُشِّح     | [ 14 ] |
| 2011  | المقاتل        | الأداء المتميز من قِبل طاقم في فيلم سينمائي | رُشِّح     | [ 15 ] |
| 2011  | المقاتل        | الأداء المتميز لممثل ذكر في دور ثانوي      | فوز     | [ 15 ] |
| 2014  | احتيال أمريكي  | الأداء المتميز من قِبل طاقم في فيلم سينمائي | فوز     | [ 16 ] |
| 2016  | العجز الكبير   | الأداء المتميز من قِبل طاقم في فيلم سينمائي | رُشِّح     | [ 17 ] |
| 2016  | العجز الكبير   | الأداء المتميز لممثل ذكر في دور ثانوي      | رُشِّح     | [ 17 ] |
| 2019  | النائب         | أفضل ممثل                                  | رُشِّح     | [ 18 ] |
| 2020  | فورد ضد فيراري | أفضل ممثل                                  | رُشِّح     | [ 19 ] |

## جوائز وترشيحات أخري

### جوائز الأكاديمية الأسترالية الدولية للفنون السينمائية والتلفازية
| العام | العمل المُرشح   | الفئة           | النتيجة | مراجع  |
| ----- | -------------- | --------------- | ------- | ------ |
| 2014  | احتيال أمريكي  | أفضل ممثل       | رُشِّح     | [ 20 ] |
| 2016  | العجز الكبير   | أفضل ممثل مساعد | رُشِّح     | [ 21 ] |
| 2019  | النائب         | أفضل ممثل       | رُشِّح     | [ 22 ] |
| 2020  | فورد ضد فيراري | أفضل ممثل       | رُشِّح     | [ 23 ] |

### جوائز اختيار النقاد للأفلام
| العام | العمل المُرشح     | الفئة                  | النتيجة | مراجع  |
| ----- | ---------------- | ---------------------- | ------- | ------ |
| 2009  | فارس الظلام      | أفضل طاقم              | رُشِّح     | [ 24 ] |
| 2011  | المقاتل          | أفضل طاقم فيلم         | فوز     | [ 25 ] |
| 2011  | المقاتل          | أفضل ممثل مساعد        | فوز     | [ 25 ] |
| 2013  | نهوض فارس الظلام | أفضل ممثل في فيلم أكشن | رُشِّح     | [ 26 ] |
| 2014  | احتيال أمريكي    | أفضل طاقم فيلم         | فوز     | [ 27 ] |
| 2014  | احتيال أمريكي    | أفضل ممثل              | رُشِّح     | [ 27 ] |
| 2014  | احتيال أمريكي    | أفضل ممثل في الكوميديا | رُشِّح     | [ 27 ] |
| 2016  | العجز الكبير     | أفضل طاقم فيلم         | رُشِّح     | [ 28 ] |
| 2016  | العجز الكبير     | أفضل ممثل في الكوميديا | فوز     | [ 28 ] |
| 2019  | النائب           | أفضل طاقم فيلم         | رُشِّح     | [ 29 ] |
| 2019  | النائب           | أفضل ممثل              | فوز     | [ 29 ] |
| 2019  | النائب           | أفضل ممثل في الكوميديا | فوز     | [ 29 ] |

### جوائز دوريان
| العام | العمل المُرشح | الفئة                  | النتيجة | مراجع  |
| ----- | ------------ | ---------------------- | ------- | ------ |
| 2018  | النائب       | أداء فيلم العام - ممثل | رُشِّح     | [ 30 ] |

### جوائز إمباير
| العام | العمل المُرشح | الفئة             | النتيجة | مراجع  |
| ----- | ------------ | ----------------- | ------- | ------ |
| 2001  | مختل أمريكي  | أفضل ممثل بريطاني | رُشِّح     | [ 31 ] |
| 2006  | بداية باتمان | أفضل ممثل         | رُشِّح     | [ 32 ] |
| 2007  | العظمة       | أفضل ممثل         | رُشِّح     | [ 33 ] |
| 2009  | فارس الظلام  | أفضل ممثل         | فوز     | [ 34 ] |

### جوائز الأفلام الأوروبية
| العام | العمل المُرشح | الفئة                           | النتيجة | مراجع  |
| ----- | ------------ | ------------------------------- | ------- | ------ |
| 2005  | الميكانيكي   | جائزة الجمهور لأفضل ممثل أوروبي | رُشِّح     | [ 35 ] |

### جوائز الروح المستقلة
| العام | العمل المُرشح | الفئة              | النتيجة | مراجع  |
| ----- | ------------ | ------------------ | ------- | ------ |
| 2008  | أنا لست هناك | جائزة روبرت ألتمان | فوز     | [ 36 ] |

### جوائز السينما والتلفزيون الأيرلندية
| العام | العمل المُرشح | الفئة          | النتيجة | مراجع  |
| ----- | ------------ | -------------- | ------- | ------ |
| 2005  | بداية باتمان | أفضل ممثل دولي | رُشِّح     | [ 37 ] |

### جوائز إم تي في للأفلام والتلفزيون
| العام | العمل المُرشح     | الفئة                                        | النتيجة | مراجع  |
| ----- | ---------------- | -------------------------------------------- | ------- | ------ |
| 2006  | بداية باتمان     | أفضل بطل                                     | فوز     | [ 38 ] |
| 2009  | فارس الظلام      | أفضل أداء                                    | رُشِّح     | [ 39 ] |
| 2009  | فارس الظلام      | أفضل معركة (تشاركها مع هيث ليدجر)            | رُشِّح     | [ 39 ] |
| 2013  | نهوض فارس الظلام | أفضل أداء بدون قميص                          | رُشِّح     | [ 40 ] |
| 2013  | نهوض فارس الظلام | أفضل بطل                                     | رُشِّح     | [ 40 ] |
| 2013  | نهوض فارس الظلام | أفضل معركة (تشاركها مع توم هاردي)            | رُشِّح     | [ 40 ] |
| 2014  | احتيال أمريكي    | أفضل تحول على الشاشة                         | رُشِّح     | [ 41 ] |
| 2014  | احتيال أمريكي    | أفضل ثنائي على الشاشة (تشاركها مع إيمي آدمز) | رُشِّح     | [ 41 ] |

### جوائزالمجلس الوطني للمراجعة
| العام | العمل المُرشح     | الفئة           | النتيجة | مراجع  |
| ----- | ---------------- | --------------- | ------- | ------ |
| 1987  | إمبراطورية الشمس | أداء متميز لطفل | فوز     | [ 42 ] |
| 2010  | المقاتل          | أفضل ممثل مساعد | فوز     | [ 43 ] |

### جوائز الفيلم الوطني
| العام | العمل المُرشح | الفئة           | النتيجة | مراجع  |
| ----- | ------------ | --------------- | ------- | ------ |
| 2008  | فارس الظلام  | أفضل أداء - ذكر | رُشِّح     | [ 44 ] |

### جوائز مهرجان بالم سبرينغز السينمائي الدولي
| العام | العمل المُرشح  | الفئة           | النتيجة | مراجع  |
| ----- | ------------- | --------------- | ------- | ------ |
| 2014  | احتيال أمريكي | جائزة طاقم فيلم | فوز     | [ 45 ] |
| 2016  | العجز الكبير  | جائزة طاقم فيلم | فوز     | [ 46 ] |

### جوائز خيار الشعب
| العام | العمل المُرشح     | الفئة                                              | النتيجة | مراجع         |
| ----- | ---------------- | -------------------------------------------------- | ------- | ------------- |
| 2009  | فارس الظلام      | الرجل المُفضل في دور رئيسي                          | رُشِّح     | [ 47 ] [ 48 ] |
| 2009  | فارس الظلام      | نجم الأكشن المُفضل                                  | رُشِّح     | [ 47 ] [ 48 ] |
| 2009  | فارس الظلام      | البطل الخارق المُفضل                                | فوز     | [ 47 ] [ 48 ] |
| 2009  | فارس الظلام      | المباراة المُفضلة على الشاشة (تشاركها مع هيث ليدجر) | فوز     | [ 47 ] [ 48 ] |
| 2009  | فارس الظلام      | الطاقم المُفضل                                      | فوز     | [ 47 ] [ 48 ] |
| 2010  | خلاص المدمر      | نجم الأكشن المُفضل                                  | رُشِّح     | [ 49 ]        |
| 2013  | نهوض فارس الظلام | نجم الأكشن السينمائي المُفضل                        | رُشِّح     | [ 50 ]        |
| 2013  | نهوض فارس الظلام | البطل الخارق السينمائي المُفضل                      | رُشِّح     | [ 50 ]        |

### جوائز السينما الوطنية الروسية
| العام | العمل المُرشح  | الفئة                    | النتيجة | مراجع  |
| ----- | ------------- | ------------------------ | ------- | ------ |
| 2006  | بداية باتمان  | أفضل ممثل                | رُشِّح     | [ 51 ] |
| 2008  | فارس الظلام   | أفل ممثل أجنبي           | فوز     | [ 52 ] |
| 2013  | احتيال أمريكي | أفضل ممثل أجنبي للعام    | رُشِّح     | [ 53 ] |
| 2014  | —             | أفضل ممثل أجنبي في العقد | رُشِّح     | [ 54 ] |

### جوائز ساتالايت
| العام | العمل المُرشح   | الفئة                   | النتيجة | مراجع  |
| ----- | -------------- | ----------------------- | ------- | ------ |
| 2007  | فجر الإنقاذ    | أفضل ممثل في فيلم       | رُشِّح     | [ 55 ] |
| 2010  | المقاتل        | أفضل ممثل مساعد في فيلم | فوز     | [ 56 ] |
| 2013  | احتيال أمريكي  | أفضل ممثل في فيلم       | رُشِّح     | [ 57 ] |
| 2015  | العجز الكبير   | أفضل ممثل مساعد في فيلم | فوز     | [ 58 ] |
| 2020  | فورد ضد فيراري | أفضل ممثل في فيلم درامي | فوز     | [ 59 ] |

### جوائز زحل
| العام | العمل المُرشح     | الفئة          | النتيجة | مراجع  |
| ----- | ---------------- | -------------- | ------- | ------ |
| 2005  | الميكانيكي       | أفضل ممثل      | رُشِّح     | [ 60 ] |
| 2006  | بداية باتمان     | أفضل ممثل      | فوز     | [ 61 ] |
| 2009  | فارس الظلام      | أفضل ممثل      | رُشِّح     | [ 62 ] |
| 2011  | المقاتل          | أفل ممثل مساعد | رُشِّح     | [ 63 ] |
| 2013  | نهوض فارس الظلام | أفضل ممثل      | رُشِّح     | [ 64 ] |

### جوائز سكريم
| العام | العمل المُرشح | الفئة           | النتيجة | مراجع         |
| ----- | ------------ | --------------- | ------- | ------------- |
| 2006  | بداية باتمان | أفضل بطل خارق   | رُشِّح     | [ 65 ]        |
| 2006  | بداية باتمان | أكثر أداء بطولي | رُشِّح     | [ 65 ]        |
| 2008  | فارس الظلام  | أفضل ممثل خيالي | رُشِّح     | [ 66 ] [ 67 ] |
| 2008  | فارس الظلام  | أفضل بطل خارق   | فوز     | [ 66 ] [ 67 ] |

### جوائز مهرجان سيتغيس السينمائي
| العام | العمل المُرشح | الفئة     | النتيجة | مراجع  |
| ----- | ------------ | --------- | ------- | ------ |
| 2004  | الميكانيكي   | أفضل ممثل | فوز     | [ 68 ] |

### جوائز اختيار المراهقين
| العام | العمل المُرشح     | الفئة                      | النتيجة | مراجع  |
| ----- | ---------------- | -------------------------- | ------- | ------ |
| 2013  | نهوض فارس الظلام | اختيار ممثل سينمائي - أكشن | رُشِّح     | [ 69 ] |

### جوائز هوليوود الشبابية
| العام | العمل المُرشح     | الفئة                         | النتيجة | مراجع  |
| ----- | ---------------- | ----------------------------- | ------- | ------ |
| 1989  | إمبراطورية الشمس | أفضل ممثل شاب في فيلم - دراما | فوز     | [ 70 ] |
| 1993  | نيوزيس           | طاقم فيلم شبابي متميز في فيلم | رُشِّح     | [ 71 ] |
| 1994  | أطفال سوينغ      | فرقة شبابية متميزة في فيلم    | رُشِّح     | [ 72 ] |

## وصلات خارجية
- Awards for Christian Bale في قاعدة بيانات الأفلام على الإنترنت